# Acrochila biserialis
Acrochila biserialis là một loài rêu tản trong họ Plagiochilaceae. Loài này được (Lehm. & Lindenb.) Grolle miêu tả khoa học lần đầu tiên năm 1964.